# Ctenitis maritima
Ctenitis maritima är en träjonväxtart som först beskrevs av Eugène Jacob de Cordemoy, och fick sitt nu gällande namn av Tard. Ctenitis maritima ingår i släktet Ctenitis och familjen Dryopteridaceae. Inga underarter finns listade.